# Seaspiracy
Seaspiracy (bra: Seaspiracy: Mar Vermelho; prt: Seaspiracy: Pesca Insustentável) é um documentário de 2021 sobre o impacto ambiental da pesca, dirigido e estrelado pelo cineasta britânico Ali Tabrizi. O filme examina vários impactos humanos na vida marinha e defende o fim do consumo de peixes.
Seaspiracy estreou na Netflix globalmente em março de 2021 e atraiu atenção imediata em vários países. O documentário recebeu críticas positivas por chamar a atenção para seu assunto, porém gerou polêmica sobre sua precisão científica e foi criticado por alguns especialistas em oceanos. Algumas organizações e indivíduos entrevistados ou retratados negativamente no filme contestaram suas afirmações e acusaram o filme de deturpá-los. O filme foi produzido por Kip Andersen, diretor do documentário Cowspiracy .

## Sinopse
Seaspiracy apresenta os impactos humanos na vida marinha, como detritos marinhos, redes fantasma e pesca excessiva, em todo o mundo, e argumenta que a pesca industrial é o principal motor da destruição do ecossistema marinho.  O filme rejeita o conceito de pesca sustentável e critica várias organizações de conservação marinha, incluindo o Earth Island Institute e seu selo de segurança para golfinhos e as certificações de frutos do mar sustentáveis do Marine Stewardship Council . Também critica os esforços das organizações para reduzir o plástico gerado em terra, devido ao impacto significativo das redes de pesca abandonadas, e acusa essas iniciativas de encobrirem o impacto ambiental da pesca e da corrupção na indústria pesqueira. O filme defende as  reservas marinhas e a eliminação do consumo de frutos do mar. O documentário também cobre a caça às baleias nas Ilhas Faroe, a caça aos golfinhos em Taiji e a escravidão moderna na indústria pesqueira, em particular na Tailândia .

## Produção
Seaspiracy recebeu apoio de produção e financiamento inicial do empresário britânico de energia renovável Dale Vince, depois que este conheceu o diretor do filme Cowspiracy, Kip Anderson, em 2016. Foi usada a mesma equipe de produção do filme anterior. O diretor do filme, Ali Tabrizi, já havia dirigido um filme chamado Vegan em 2018.  O filme foi adquirido pela Netflix em 2020.

## Lançamento
O filme foi lançado em 24 de março de 2021, na Netflix.

## Recepção
O documentário foi um dos dez filmes mais assistidos da Netflix em vários países na semana de seu lançamento e gerou um impacto significativo nas redes sociais.

### Crítica
No site agregador de críticas Rotten Tomatoes, o filme detém um índice de aprovação de 75% com base em oito resenhas dos críticos e uma classificação média de 7,7/10.
Natalia Winkelman do The New York Times deu uma crítica mista para negativa, concluindo que o filme "apresenta algumas informações - incluindo uma investigação sobre rótulos de latas de atum seguras para golfinhos - que são surpreendentes e memoráveis. Mas mesmo os pontos notáveis do filme parecem emergir apenas brevemente antes de afundar sob a superfície, perdidos em um mar de pensamento conspiratório turvo."
Liz Allen, da Forbes, também criticou o filme, escrevendo "Embora talvez tenha sido produzido com boas intenções, Seaspiracy falha em fornecer uma lente crítica para os problemas que revela".
John Serba, da Decider, disse: "Seaspiracy não é a forma mais pura de jornalismo documental, mas Tabrizi mostra sua opinião com bastante persuasão de princípios para fazer valer a pena", enquanto questiona seu tom, dizendo "alguns dos problemas éticos da indústria pesqueira ocorrem nas sombras, mas chamar seus elementos corruptos de conspiratórios é quase inutilmente sensacionalista".
O Independent avaliou o documentário com 4 de 5 estrelas e descreveu-o como "acusação chocante da indústria da pesca comercial".
Emma Stefanski, do Thrillist, disse: "Se choque e espanto são o que é preciso para transmitir a mensagem, então Seaspiracy é eficaz, se não particularmente multifacetado."
A Common Sense Media deu ao filme uma classificação de 4 de 5 estrelas e 15+, chamando-o de "exibição difícil, mas necessária" e "apoiada em evidências de jornalistas, autores, biólogos marinhos, oceanógrafos, ativistas da linha de frente e membros da indústria". Questiona o uso do diretor Ali Tabrizi como protagonista a ser seguido.
Escrevendo para a publicação socialista Jacobin, Spencer Roberts diz que o filme "tem seus defeitos. Seu estilo de entrevista é abrasivo. Tem animação excessiva. Faz alguns erros de interpretação estatísticos e várias simplificações excessivas. No entanto, o filme é na sua maior parte preciso e devastadoramente detalhado." Abordando as disputas sobre sua precisão científica, ele diz "É justo dizer que Seaspiracy citou alguns estudos que podem ser considerados datados ou contestados, mas também deixou de fora algumas das estatísticas mais angustiantes publicadas nos últimos anos", incluindo o captura acidental de 8,5 milhões de tartarugas marinhas de 1990 a 2008, o fato de que o total de arrastos de peixes teve seu pico em 1996 e o de que talvez 25% de todos os navios de pesca usam trabalho forçado.

### Respostas de grupos ambientais
A PETA escreveu que o filme "é imperdível" e encorajou os leitores a organizarem encontros para assistir.
O Greenpeace elogiou o filme por promover várias questões marinhas, mas contestou a conclusão de se abster do consumo de pescado, distinguindo entre a pesca industrial e a tradicional. Em vez disso, o Greenpeace sugeriu soluções alternativas. Um representante da Fauna and Flora International escreveu que o filme "dividiu amargamente a comunidade ambiental" e descreveu sua interpretação dos estudos científicos como "altamente problemática e muitas vezes lamentavelmente enganosa". Embora também questionasse sua "perspectiva centrada no Ocidente e absolutista", aceitou que estava "amplamente certo em algumas questões centrais ... com significativas ressalvas ".
Charles Clover, da Blue Marine Foundation e autor do livro The End of the Line, criticou a precisão científica do filme, dizendo que "há alguns erros factuais de cair o queixo", como o enquadramento de encalhes de baleias. Ele disse que tais encalhes têm uma variedade de causas além da poluição do plástico, e acusou Seaspiracy de derivar sua narrativa de documentários anteriores, como a adaptação cinematográfica de seu livro. No entanto, ele elogiou a comunicação sobre pesca marinha e questões de conservação para um novo público, afirmando que "o problema da pesca excessiva é imenso, global, remoto, horripilante e é realmente difícil fazer com que as pessoas se concentrem. Até agora, a geração de Tabrizi pensava que banir os canudos plásticos era mais importante. Mas não é. A pesca predatória é." Embora tenha encontrado "muito o que admirar" nas críticas do filme à indústria pesqueira e às organizações de certificação de frutos do mar sustentáveis, ele considerou a conclusão do filme de não comer peixe "totalmente insatisfatória".
Os veículos de jornalismo ambiental Earther (uma publicação do Gizmodo) e a Hakai Magazine deram críticas negativas. Ambos criticaram o filme por sugerir que seu assunto não foi coberto pela mídia e questionaram seu tom e precisão. Um crítico da revista Hakai escreveu: "Se Tabrizi tivesse examinado qualquer uma dessas questões com mais profundidade, ele teria descoberto que os jornalistas têm coberto esse tipo de história há anos e não encobriram as nuances".

### Respostas de grupos da indústria pesqueira
Documentos internos de autoria do National Fisheries Institute, um grupo comercial que representa a indústria de frutos do mar dos Estados Unidos, vazaram antes do lançamento do filme. O vazamento revelou uma nova estratégia de mídia para proteger a indústria pesqueira e caracterizar o documentário então inédito como um "ataque desonesto". O Instituto Nacional de Pesca apelou à Netflix antes do lançamento do filme para "distinguir entre documentários legítimos e propaganda", afirmando que "o público não reconhecerá a verdadeira agenda do filme como um filme de doutrinação vegana".
Depois que o filme foi lançado, um porta-voz da Organização de Produtores de Salmão Escocês (SSPO) disse que a cobertura do filme da aquicultura escocesa de salmão era "errada, enganosa e imprecisa". A Global Aquaculture Alliance também criticou o filme, dizendo que "ONGs de renome trabalharam incansavelmente com a indústria nos últimos 20 anos para melhorar continuamente as vidas das pessoas que trabalham na aquicultura e pesca, bem como nos ecossistemas em que a aquicultura e a pesca são praticadas ", e sugeriu que o abandono da pesca e da aquicultura" deixaria aproximadamente 250 milhões de pessoas desempregadas e tolheria bilhões de pessoas de uma fonte saudável de proteína ".

### Respostas de acadêmicos
Bryce Stewart, ecologista marinho e biólogo pesqueiro da Universidade de York, criticou a precisão científica e a neutralidade do filme, chamando-o de "o pior tipo de jornalismo" e questionando sua falta de cobertura dos impactos das mudanças climáticas nos oceanos . Ele disse que “o maior erro é dizer que não existe pesca sustentável. Isso é como dizer que não existe agricultura sustentável. Todos os sistemas de produção de alimentos têm impacto sobre o mundo natural, mas obviamente alguns mais do que outros. " Ele reconheceu que “o filme acertou ao destacar a pesca predatória como a maior ameaça atual à biodiversidade marinha. Isso é amplamente aceito pelos cientistas e as evidências para isso são muito fortes ".
Daniel Pauly, líder do projeto Sea Around Us do Instituto para os Oceanos e Indústrias Pesqueiras da Universidade de British Columbia, escreveu na Vox que o documentário "destaca o ponto importante de que a pesca industrial é muito frequentemente um empreendimento fora de controle, às vezes criminoso, que precisa ser refreado e regulamentado. " No entanto, ele disse que também "mina sua mensagem com uma avalanche de falsidades", citando sua cobertura de detritos marinhos, capturas acessórias e pesca sustentável, bem como "culpa a comunidade de conservação do oceano, ou seja, as próprias ONGs que tentam consertar as coisas, ao invés das empresas industriais que realmente causam o problema ".
Em um artigo na Nature Ecology and Evolution, Dyhia Belhabib criticou a conclusão do filme de acabar com o consumo de peixe, chamando isso de "privilégio branco e colonialismo" e "ignorando que mais de 90% do esforço de pesca global é em pequena escala e costeira por natureza". Ela propôs soluções de gestão e descolonização da ciência e defesa dos oceanos.

### Respostas dos entrevistados
O Marine Stewardship Council, o Earth Island Institute e a Plastic Pollution Coalition contestaram sua representação negativa no documentário e sugeriram que os comentários de seus representantes foram escolhidos a dedo. A Oceana contestou a afirmação de que recebem financiamento da indústria de frutos do mar. Christina Hicks, uma acadêmica da Lancaster University e James Cook University que apareceu no filme, não endossaram o documentário. Ela disse que dedicou sua carreira à indústria pesqueira, na qual "há problemas, mas também o progresso e os peixes continuam sendo essenciais para a segurança alimentar e nutricional em muitas regiões vulneráveis". No entanto, o colunista do The Guardian, George Monbiot, expressou seu apoio ao filme e sua mensagem. Embora reconheça algumas imprecisões, Monbiot afirma que o ponto principal do filme está correto: a indústria pesqueira é a maior causa da destruição ecológica dos oceanos e cita o relatório do IBPES de 2019 como prova para apoiar essa afirmação. O biólogo da conservação marinha Callum Roberts, da Universidade de Exeter, também argumentou contra as críticas. Ele disse que "meus colegas podem lamentar as estatísticas, mas a ideia básica é que estamos causando uma grande quantidade de danos ao oceano e isso é verdade. Em algum ponto os peixes vão acabar. Seja 2048 ou 2079, a questão é: 'A trajetória está na direção errada ou na direção certa?' "

## Rigor científico
A precisão científica de várias declarações no Seaspiracy foi questionada por vários cientistas pesqueiros e conservacionistas marinhos. BBC News , Newsweek e Radio Times escreveram, cada uma, um artigo de checagem de fatos sobre o filme.

### Redes de pesca versus canudos de plástico
Em Seaspiracy, Tabrizi critica o foco do público em canudos de plástico, afirmando que eles representam apenas 0,03% do plástico do oceano. Ele compara isso com as redes de pesca, dizendo que elas constituem 46% da Grande Porção de Lixo do Pacífico. A declaração das redes de pesca deriva de um estudo de 2018, que examina os detritos marinhos flutuantes por peso. O estudo descobriu que pelo menos 46% do plástico flutuante na mancha de lixo do Great Pacific veio de redes de pesca.
Um artigo de checagem de fatos da BBC News afirmou que o número de canudos de plástico parece ser um cálculo baseado em dois estudos, um em canudos de plástico em linhas costeiras, um em plástico marinho flutuante na mancha de lixo do Grande Pacífico. A checagem de fatos também citou Jenna Jambeck, a autora do estudo do litoral, dizendo que "ninguém sabe realmente quanto disso é canudos, mas os especialistas concordam que certamente é muito menos do que o equipamento de pesca descartado." O autor do último estudo sobre o lixo do Grande Pacífico foi citado como tendo dito "os equipamentos de pesca se fragmentam muito mais lentamente e também são muito flutuantes; principais candidatos para permanecer na Grande Porção de Lixo do Pacífico", em oposição a plásticos mais finos como canudos e sacolas plásticas, que se desintegram e afundam.
Um artigo da Forbes concluiu que o foco do filme na Grande Porção de Lixo do Pacífico foi "enganoso", já que esta região do oceano acumula plásticos flutuantes e, portanto, "não fornece uma representação particularmente precisa do plástico marinho em todo o oceano em geral".

### Oceanos vazios em 2048
O filme diz que um importante especialista em pesca descobriu "que se as tendências atuais da pesca continuarem, veremos oceanos virtualmente vazios até o ano 2048".
Esta previsão origina-se da seção de conclusão de um estudo de 2006 por uma equipe de ecologistas marinhos liderados pelo Dr. Boris Worm publicado na Science . Nos parágrafos finais do estudo, os autores extrapolaram a porcentagem de empresas pesqueiras que já entraram em colapso e previram que, 32 anos depois, nenhum peixe seria mais capturado no oceano. Quando entrevistado para um artigo de checagem de fatos da BBC sobre Seaspiracy em 2021, Worm disse: "o artigo de 2006 já tem 15 anos e a maioria dos dados nele contidos tem quase 20 anos. Desde então, temos visto esforços crescentes em muitas regiões para reconstruir as populações de peixes esgotadas ". A BBC também observou que outros especialistas contestaram o estudo original de 2006.

### Atum seguro para golfinhos
O filme critica os selos de segurança para golfinhos no atum e diz que "o rótulo de pescado internacionalmente reconhecido foi uma enganação completa, pois não garantia nada". Esta é uma resposta a Mark Palmer, diretor associado do International Marine Mammal Project do Earth Island Institute, que diz que o atum "seguro para os golfinhos" não pode ser garantido e que os observadores podem ser subornados. Palmer acusou o documentário de tirar sua fala de contexto.
A cientista pesqueira sênior Sara McDonald, do Monterey Bay Aquarium, é citada pela Newsweek em um artigo de checagem de fatos do Seaspiracy: "O programa de segurança dos golfinhos dos EUA tem sido muito eficaz. A mortalidade de golfinhos na década de 1980 foi de 130.000. Em 2018, houve 819 mortes documentadas. " Um representante do Conselho de Defesa de Recursos Naturais, no entanto, afirmou que, embora "as leis dos EUA sejam boas se todos forem honestos, isso não significa que nenhum incidente jamais ocorrerá. A aplicação da lei não pode pegar tudo. " O artigo de checagem de fatos da Newsweek concluiu que selos de segurança para golfinhos não podem garantir que nenhum golfinho seja ferido durante a pesca.